# Arnaldo Olinto Bastos
Arnaldo Olinto Bastos (Recife, 25 de maio de 1874 — Recife, 23 de fevereiro de 1944]]) foi um político brasileiro. Exerceu o mandato de deputado federal constituinte por Pernambuco em 1934.

## Biografia
Seus pais foram Joaquim Olinto Bastos e Maria Filomena Moreira Bastos. Casou-se com Celina Silva Bastos e juntos tiveram quatro filhos.
Estudou no Ginásio Pernambuco e, posteriormente, formou-se pela Faculdade de Direito de Recife no ano de 1896.

## Carreira Política
Em 1915, foi eleito deputado estadual. Permaneceu no cargo até 1917. No ano seguinte, assumiu o cargo de deputado federal por Pernambuco e exerceu a função até 1920.